# Museum van mandolinemelodieën
Het Museum van mandolinemelodieën (Japans: マンドリンのおとのはくぶつかん, Mandorin no oto no haku butsukan) is een privaat muziekinstrumentenmuseum in Nagoya in de Japanse prefectuur Aichi.
Het museum werd op 8 mei 1995 geopend door de mandolinespeler Hirokazu Nanya in een gerenoveerde apothekerszaak. Het toont een collectie elpees, ep's, cd's en twintig mandolines uit de verzameling van Nanya. De geluidsdragers kunnen beluisterd worden in het museum. De oudste voorwerpen dateren van 1920. Een van de mandolines was eigendom van de Italiaanse luthier Gaetano Vinaccia, en een ander van Masakichi Suzuki, de eerste mandolinebouwer uit Japan.